# Монголски тугрик
Монголски тугрик (монголски: Монгол төгрөг, ISO 4217: МНТ) је валута Монголије. У локалном платном промету означава се симболом ₮. Дели се на 100 монга (мөнгө). Тугрик је представљен 1925. године, с вредношћу еквивалентној 1 совјетској рубљи. Заменио је дотадашњи монголски долар. Кованице монга не циркулирају у платном промету, али се ипак издају и продају туристима и колекционарима. Банка Монголије издаје кованице од 20, 50, 100, 200 и 500 тугрика, те новчанице од: 10, 20, 50, 100, 500, 1000, 5000 и 10000 тургика. 